# McLean (New York)
McLean est une census-designated place du comté de Tompkins, dans l'État de New York, aux États-Unis. En 2020, elle compte une population de 378 habitants.